# NGC 2635
NGC 2635 est un amas ouvert,, situé dans la constellation de la Boussole. Il a été découvert par l'astronome britannique John Herschel en 1835.

NGC 2635 est à environ 5 754 pc (∼18 800 al) du système solaire et les dernières estimations donnent un âge de 316 millions d'années. La taille apparente de l'amas est de 3 minutes d'arc, ce qui, compte tenu de la distance, donne une taille réelle maximale d'environ 16 années-lumière. 

Selon la classification des amas ouverts de Robert Trumpler, cet amas renferme moins de 50 étoiles (lettre p) dont la concentration est forte (I) et dont les magnitudes se répartissent sur un grand intervalle (le chiffre 3).